# Cyrtopholis annectans
Espèce
Cyrtopholis annectans est une espèce d'araignées mygalomorphes de la famille des Theraphosidae.

## Distribution
Cette espèce est endémique de la Barbade.

## Description
Le mâle holotype mesure 37 mm

## Publication originale
- Chamberlin, 1917 : New spiders of the family Aviculariidae. Bulletin of the Museum of Comparative Zoology, Harvard, vol. 61, p. 25-75 (texte intégral).